# Pseudacris nigrita
Pseudacris nigrita är en groddjursart som först beskrevs av John Lawrence LeConte 1825.  Pseudacris nigrita ingår i släktet Pseudacris och familjen lövgrodor. IUCN kategoriserar arten globalt som livskraftig. Inga underarter finns listade i Catalogue of Life.